# Гільбо Кола
Гільбо Кола — французький фристайліст, спеціалізується на могулі і паралельному могулі.

## Кар'єра
Народився 18 червня 1983 року у Еширолі, Франція. Ще з дитинства проявляв себе добрим спортсменом і чудовим лижником. У сезоні 2000—2001 він виступав на етапах Кубка Європи. На першому своєму етапі він зайняв лише 36 місце у швейцарському Саас-Фі. Але наступний етап у словенському Маріборі виявився успішним — він переміг. У німецькому Оберстдорфі він здобув ще й бронзу. Два наступні етапи він завершив на 17 і 23 місцях. На етапах Кубка світу дебютував 1 грудня 2001 року у французькому Тіні. Тоді він зайняв високе як на дебютанта місце — 13. У тому ж сезоні він взяв участь ще у чотирьох етапах, але не зміг навіть близько наблизитися до свого дебютного результату. У 2003 році його запрошують до збірної Франції. Потрапляє у заявку Франції на Чемпіонат світу з фристайлу 2003, що тоді відбувся у американському Дір-Веллі. Там він не підвів і показав пристойні результати — 5 місце у могулі і 17 у паралельному могулі. 15 лютого 2003 року в японському Інавасіро він не лише покращує свій найкращий результат (13 місце), але й потрапляє у ТОП-10, посівши 10 місце. На наступному чемпіонаті світу він зупинився за крок до медалі — 4 місце у могулі. Першого подіумі він чекав до 1 березня 2006. Брав участь в Олімпіаді-2006 в італійському Турині. Там він закрив чільну десятку у змаганнях могулістів. Тоді він здобув срібло у південнокорейському Хісані. А 13 січня 2007 року здобув першу перемогу у американському Дір-Веллі. Починаючи з цього дня він лише 5 разів (11, 11, 12, 13, 31 місця) опинявся за ТОП-10 на етапах Кубка світу, з них лише раз (31 місце) поза очковою зоною. На третьому для себе чемпіонаті світу він здобув свою першу медаль — срібло у паралельному могулі. А чемпіонат світу 2009 став для нього найгіршим у його кар'єрі — 12-й у могулі і аж 32 у паралельному могулі. У серпні 2009 року він зазнав травми спини, через що пропустив третину сезону і повернувся аж у січні 2010 року. Повернення після травми було досить вдалим, адже він здобу золото на етапі Кубка світу. Таким чином він став одним із головних претендентів на медаль на Зимовій Олімпіаді-2010. Але там він був 6, що стало його найкращим результатом на Олімпіадах. Найуспішнішим можна назвати сезон 2010—11, коли він 9 разів підіймався на подіум на етапах КС, з них — 4 перемоги, здобув Великий і Малий кришталеві глобуси. До цього він чотири рази поспіль був другим у заліку могулістів. Тріумфальним для нього став і ЧС-2011, на якому він вперше став чемпіоном світу у могулі і зайняв високе четверте місце у паралельному могулі.

## Здобутки

### Олімпійські ігри
| № | Дата        | Місце                                 | Дисципліна | Результат | Очки  |
| - | ----------- | ------------------------------------- | ---------- | --------- | ----- |
| 1 | 15/02/20006 | Зимові Олімпійські ігри 2006 Турин    | Могул      | 10        | 23.60 |
| 2 | 14/02/2010  | Зимові Олімпійські ігри 2010 Ванкувер | Могул      | 6         | 25.74 |

### Чемпіонати світу
| №  | Дата       | Місце                                                | Дисципліна        | Результат | Очки  |
| -- | ---------- | ---------------------------------------------------- | ----------------- | --------- | ----- |
| 1  | 31/01/2003 | Чемпіонат світу з фристайлу 2003 Дір-Веллі           | Могул             | 5         | 26.85 |
| 2  | 01/02/2003 | Чемпіонат світу з фристайлу 2003 Дір-Веллі           | Паралельний могул | 17        | ---   |
| 3  | 19/03/2005 | Чемпіонат світу з фристайлу 2005 Рука                | Могул             | 4         | 26.20 |
| 4  | 20/03/2005 | Чемпіонат світу з фристайлу 2005 Рука                | Паралельний могул | 17        | ---   |
| 5  | 09/03/2007 | Чемпіонат світу з фристайлу 2007 Мадонна-ді-Кампільо | Могул             | 7         | 25.37 |
| 6  | 10/03/2007 | Чемпіонат світу з фристайлу 2007 Мадонна-ді-Кампільо | Паралельний могул | 2         | ---   |
| 7  | 07/03/2009 | Чемпіонат світу з фристайлу 2009 Інавасіро           | Могул             | 12        | 16.21 |
| 8  | 08/03/2009 | Чемпіонат світу з фристайлу 2009 Інавасіро           | Паралельний могул | 32        | ---   |
| 9  | 05/02/2011 | Чемпіонат світу з фристайлу 2011 Дір-Веллі           | Могул             | 1         | 26.26 |
| 10 | 02/02/2011 | Чемпіонат світу з фристайлу 2011 Дір-Веллі           | Паралельний могул | 4         | ---   |

### Кубок світу
| №  | Дата       | Місце            | Дисципліна        | Медаль | Очки  |
| -- | ---------- | ---------------- | ----------------- | ------ | ----- |
| 1  | 01/03/2006 | Хісан            | Могул             | Срібло | 26.44 |
| 2  | 18/03/2006 | Апекс            | Могул             | Бронза | 26.27 |
| 3  | 06/01/2007 | Монт Габріел     | Могул             | Срібло | 25.59 |
| 4  | 13/01/2007 | Дір-Веллі        | Паралельний могул | Золото | ---   |
| 5  | 06/02/2007 | Ла Плань         | Паралельний могул | Бронза | ---   |
| 6  | 18/02/2007 | Інавасіро        | Паралельний могул | Бронза | ---   |
| 7  | 26/01/2008 | Монт Габріел     | Могул             | Золото | 26.38 |
| 8  | 16/02/2008 | Інавасіро        | Могул             | Бронза | 22.28 |
| 9  | 01/03/2008 | Маріанські Лазні | Могул             | Золото | 18.00 |
| 10 | 29/01/2009 | Дір-Веллі        | Могул             | Золото | 24.62 |
| 11 | 31/01/2009 | Дір-Веллі        | Могул             | Золото | 31.00 |
| 12 | 07/02/2009 | Сайпрес Маунтін  | Могул             | Бронза | 24.78 |
| 13 | 14/02/2009 | Оре              | Паралельний могул | Срібло | ---   |
| 14 | 18/03/2009 | Ла Плань         | Могул             | Срібло | 15.00 |
| 15 | 14/01/2010 | Дір-Веллі        | Могул             | Срібло | 25.48 |
| 16 | 16/01/2010 | Дір-Веллі        | Могул             | Золото | 26.80 |
| 17 | 21/01/2010 | Лейк-Плесід      | Могул             | Золото | 26.51 |
| 18 | 13/03/2010 | Оре              | Могул             | Золото | *     |
| 19 | 18/03/2010 | Сьєрра-Невада    | Могул             | Золото | 25.66 |
| 20 | 11/12/2010 | Рука             | Могул             | Бронза | 24.78 |
| 21 | 15/12/2010 | Мерібел          | Паралельний могул | Золото | ---   |
| 21 | 21/12/2010 | Бейда-Лейк       | Могул             | Срібло | 24.14 |
| 23 | 15/01/2011 | Монт Габріел     | Паралельний могул | Бронза | ---   |
| 24 | 21/01/2011 | Лейк-Плесід      | Могул             | Золото | 25.81 |
| 25 | 23/01/2011 | Лейк-Плесід      | Могул             | Золото | 25.70 |
| 26 | 11/03/2011 | Оре              | Могул             | Срібло | 25.80 |
| 27 | 12/03/2011 | Оре              | Паралельний могул | Срібло | ---   |
| 28 | 20/03/2011 | Восс             | Паралельний могул | Золото | ---   |

Положення в загальних класифікаціях Кубка світу
| Сезон   | Залік могулу  | Залік паралельного могулу | Загальний залік |
| ------- | ------------- | ------------------------- | --------------- |
| 2010—11 | 1 (841 очко)  | ---                       | 1 (76 очок)     |
| 2009—10 | 2 (615 очок)  | ---                       | 4 (62 очки)     |
| 2008—09 | 2 (564 очок)  | ---                       | 4 (63 очки)     |
| 2007—08 | 2 (499 очок)  | ---                       | 6 (50 очок)     |
| 2006—07 | 2 (496 очок)  | 2 (317 очок)              | 4 (50 очок)     |
| 2005—06 | 10 (234 очки) | ---                       | 37 (21 очко)    |
| 2004—05 | 10 (256 очок) | ---                       | 31 (23 очки)    |
| 2003—04 | 16 (234 очки) | ---                       | 55 (17 очок)    |
| 2002—03 | 22 (272 очки) | 25 (12 очок)              | 59 (39 очок)    |
| 2001—02 | 41 (52 очки)  | ---                       | 79 (9 очок)     |

### Кубок Європи
Подіуми на етапах КЄ
| № | Дата       | Місце      | Дисципліна | Медаль |
| - | ---------- | ---------- | ---------- | ------ |
| 1 | 02/02/2001 | Марібор    | Могул      | Золото |
| 2 | 10/02/2001 | Оберстдорф | Могул      | Бронза |

Позиції в заліках КЄ
| Сезон   | Залік могулу | Залік паралельного могулу |
| ------- | ------------ | ------------------------- |
| 2001—02 | ---          | 22 (21 очко)              |
| 1999—00 | 63 (9 очок)  | 40 (18 очок)              |